# 23e eeuw v.Chr.
De 23e eeuw v.Chr. (van de christelijke jaartelling) is de 23e periode van 100 jaar, dus bestaande uit de jaren 2300 tot en met 2201 v.Chr. De 23e eeuw v.Chr. behoort tot het 3e millennium v.Chr.

## Gebeurtenissen

### Mesopotamië
- ca. 2300 v.Chr. - Door de veroveringen van Sargon van Akkad raken Akkad en Sumer voor het eerst verenigd. Ondanks expedities in Anatolië en tot aan de Middellandse Zee wordt het aan het eind van zijn regering weer onrustig.
- ca. 2280 v.Chr. - Rimuš volgt zijn vader Sargon op te midden van opstanden van de Sumeriërs en de Elamieten. Hij begint een agressieve heroveringspolitiek om het Akkadische gezag te herstellen.
- ca. 2270 - Na het overlijden van koning Sargon van Akkad (2279 v.Chr.) komt een einde aan de macht van het koningshuis over het rijk. Naram-Sin, herstelt de macht van het Akkadische rijk. Hij regeert tot 2219 v.Chr. en brengt het rijk tot zijn grootste bloei.
- Ondanks de buitenlandse successen wordt Rimuš vermoord; zijn broer Manishtusu volgt hem op.
- ca. 2260 v.Chr. - Manishtusu houdt een expeditie op de Benedenzee naar de landen overzee en keert met edelsteen en -metaal naar huis terug.
- ca. 2250 v.Chr. - Er wordt een einde gemaakt aan de onafhankelijkheid van Kish.
- ca. 2220 v.Chr. - Na het uitbreken van oorlogen in Arabië en het overlijden van Naram-Sin, vervalt het Akkadische rijk.
- ca. 2230 v.Chr. - Begin van de Guti-overheersing van Sumer. De verovering door de wilde volksstam gaat aanvankelijk met grote plundering en vernietiging gepaard.

### Egypte
- De waterweg van de Nijl wordt gekanaliseerd en van sluizen voorzien. Dit is bedoeld om de overstromingen van de Nijl te beheersen, het waterpeil

tijdens droge seizoenen te reguleren en het omliggende gebied te irrigeren.

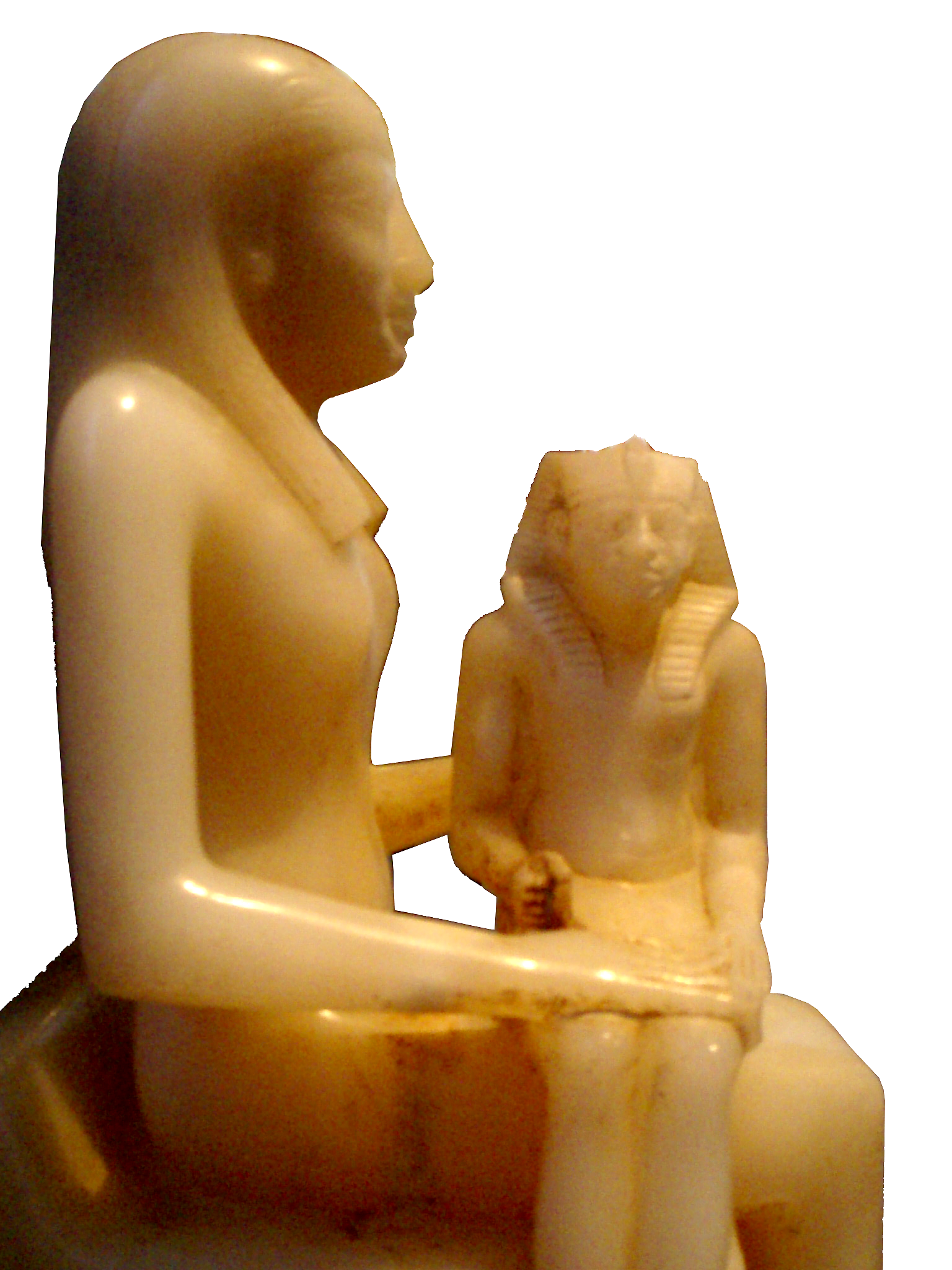
Pepi II op schoot bij moeder Anchensenpepi II

- ca. 2280 v.Chr. - Koning Merenre I (2285 - 2279 v.Chr.) de vierde farao van de 6e dynastie van Egypte. Hij onderneemt drie expedities naar Nubië.
- ca. 2270 v.Chr. - Koning Pepi II (2279 - 2219 v.Chr.) de vijfde farao van Egypte (6e dynastie). Hij komt als 6-jarige op de troon en zal 60 jaar regeren (tot 2219 v . Chr.).
- ca. 2220 v.Chr. - Koning Merenre II (2219 - 2218 v.Chr.) de zesde farao van Egypte (6e dynastie). Het koninklijk gezag is aangetast en de nomarchen zijn erg machtig geworden.
- Koningin Nitokris (2218 - 2216 v.Chr.) de zevende farao/koningin van Egypte (6e dynastie).
- ca. 2210 v.Chr. - De Eerste tussenperiode kondigt zich aan in het Egyptische Rijk (2216 - 2134 v.Chr.). De 7e tot de 10e dynastie van Egypte regeren tot 2040 v.Chr. Men noemt dit het Herakleopolieten-tijdperk.

### China
- ca. 2200 v.Chr. - Vermoedelijk begin van de Xia-dynastie in China. De stichter is koning Yü de Grote.

### Europa

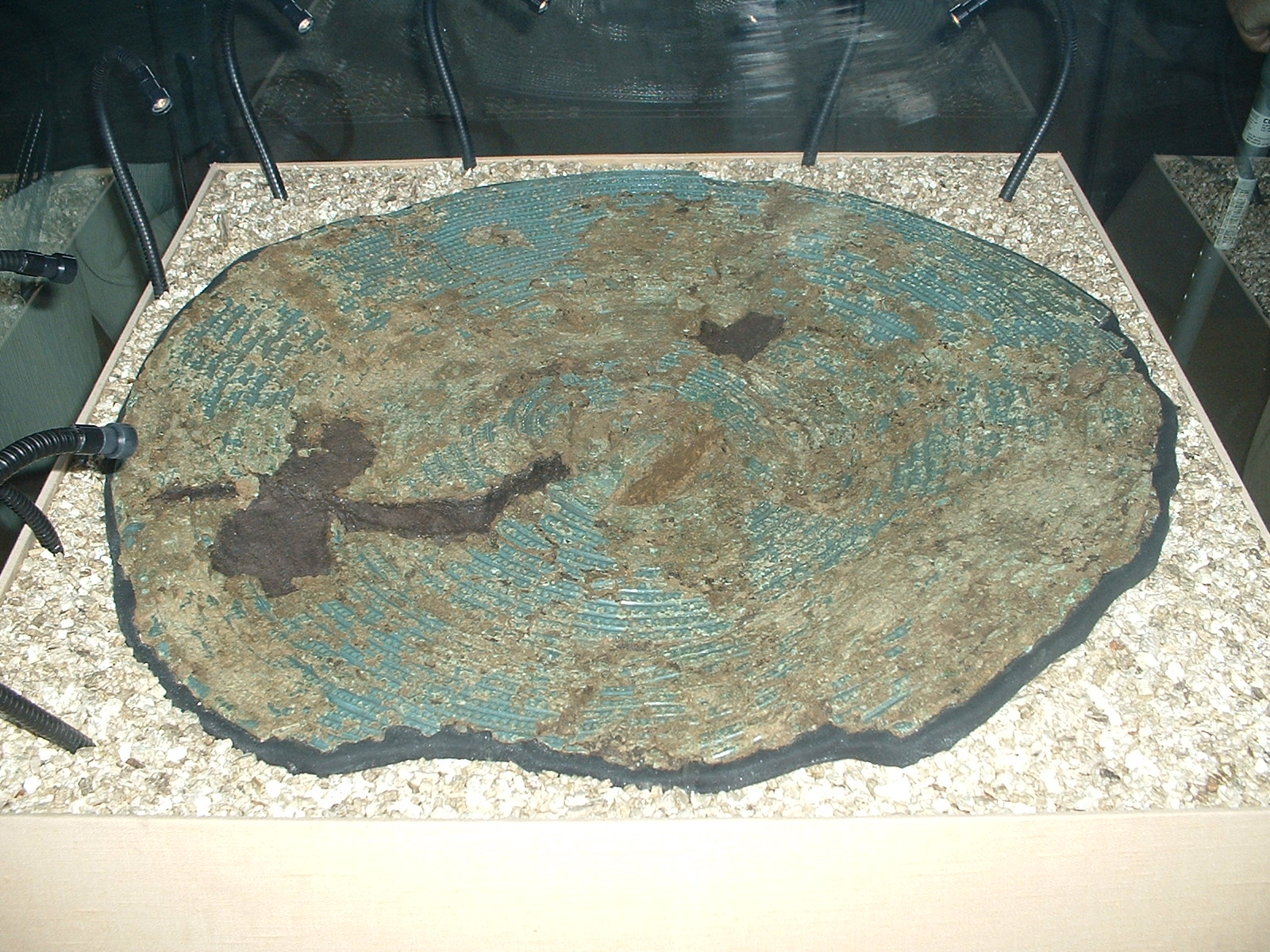
Bronzen schild

- ca. 2300 v.Chr. - In zuidelijk Europa wordt brons bewerkt en worden meer en meer gebruiksvoorwerpen vervaardigd in dit materiaal, ter vervanging van een aantal aardewerken voorwerpen.

### Midden-Amerika
- ca. 2300 v.Chr. - In Meso-Amerika ontstaan de eerste blijvende landbouwdorpen.